# Hvilsom Kirke
Hvilsom Kirke ligger i byn Hvilsom, som ligger cirka 20 kilometer väster om Hobro.

## Kyrkobyggnaden
Ursprungliga kyrkan uppfördes under romansk tid av kvaderhuggen granit och bestod då av nuvarande kor, långhus samt tornets nedre del. Tornets övre del tillkom förmodligen under gotisk tid.
Predikstolen är från omkring år 1600.